# Arquidiocese de Santarém
A Arquidiocese de Santarém (Archidiœcesis Santaremensis) é uma circunscrição eclesiástica da Igreja Católica no Brasil. É a sé metropolitana da Província Eclesiástica de Santarém e pertence ao Conselho Episcopal Regional Norte II da Conferência Nacional dos Bispos do Brasil. A sé arquiepiscopal está na Igreja de Nossa Senhora da Conceição, no município de Santarém, no oeste do Pará. A então diocese foi elevada a arquidiocese pelo Papa Francisco, em 6 de novembro de 2019.
A arquidiocese tem como sufragâneas as dioceses de Óbidos e Xingu-Altamira e as prelazias de Alto Xingu-Tucumã e Itaituba.

## Histórico

### Criação da prelazia
Foi erigida canonicamente em 21 de setembro de 1903, com a denominação de Prelazia Territorial de Santarém (Territorialis Praelatura Santaremensis), com territórios desmembrados da então Diocese de Belém do Pará.
Em 22 de setembro de 1904, foi nomeado Frederico Benício de Sousa Costa como primeiro prelado. Dom Frederico encontrou, porém, dificuldades em seu ministério pela falta de clero e recursos materiais, e então sugeriu à Santa Sé a entrega da prelazia a uma ordem religiosa.
Com isso, foi designada a Província de Santo Antônio da Bahia, da Ordem dos Frades Menores, para se encarregar do cuidado pastoral da então prelazia, com a nomeação do Frei Amando Bahlmann como prelado, sagrado bispo em 19 de julho de 1908.
Dom Amando inicia, portanto, um ciclo de quase um século de episcopados franciscanos em Santarém que se encerraria apenas em 2007, com a renúncia de Dom Lino Vombömmel por razões de saúde.

### Diocese de Santarém
Foi elevada à diocese no dia 16 de outubro de 1979, pelo Papa João Paulo II, passando a denominar-se Diocese de Santarém, e o então prelado, Dom Tiago Ryan, se tornou o primeiro bispo diocesano.
O episcopado de Dom Tiago se desenvolveu em uma época de profundas mudanças sociais, no contexto da Ditadura militar, e na aplicação das diretrizes do Concílio Vaticano II, no âmbito eclesiástico. Na região de Santarém, obras de infraestrutura, como rodovias, aeroporto, hidrelétrica e porto, alteraram os modos de acesso e produção e trouxeram novos desafios à ação da Igreja Católica.
Nos anos 1960, com motivação na nova sistemática litúrgica do Concílio Vaticano II, empreendeu-se uma polêmica tentativa de reforma na Catedral de Nossa Senhora da Conceição, em que se descaracterizou a parte interna da antiga igreja e foram demolidos o altar-mor de mármore e os altares laterais, com perdas significativas ao patrimônio sacro.
Surgiam, na mesma época, movimentos como a Renovação Carismática Católica e os Cursilhos da Cristandade. Entre o clero, houve a expansão dos ideais da Teologia da libertação. Permaneceram, entretanto, as manifestações da piedade popular católica, sobretudo o Círio de Nossa Senhora da Conceição, que anualmente leva às ruas de Santarém uma multidão de fiéis.
A partir do território da Prelazia e, posteriormente, Diocese de Santarém, desmembraram-se as prelazias territoriais de Xingu (1934), Óbidos (1957) e Itaituba (1988), além da Diocese de Macapá (1949).

### Elevação a arquidiocese
Em 6 de novembro de 2019, o Vaticano anunciou a elevação de Santarém à Sé metropolitana e a nomeação do então bispo-auxiliar de Belém, Dom Irineu Roman, como primeiro arcebispo.

## Território
Seu território se estende por 12 regiões pastorais, 24 paróquias, 19 áreas pastorais e 803 comunidades distribuídas em sete municípios paraenses: Almeirim, Aveiro, Belterra, Mojuí dos Campos, Monte Alegre, Prainha e Santarém.

## Clero
Atualmente, o clero arquidiocesano é formado por 44 sacerdotes e o clero religioso por 33 padres. Para a formação sacerdotal, há o Seminário Menor São João Maria Vianney e o Seminário Maior São Pio X. Em 2020, Dom Irineu Roman determinou a criação da Escola Diaconal São Lourenço para a formação de diáconos permanentes.

## Bispos e arcebispos
Ao longo de sua história sucederam-se oito bispos diocesanos e um arcebispo.
|                    | Nome                                     | Período   | Notas                            |
| Arcebispo          | Arcebispo                                | Arcebispo | Arcebispo                        |
| ------------------ | ---------------------------------------- | --------- | -------------------------------- |
| 1º                 | Dom Irineu Roman, C.S.J.                 | 2020-     | Atual                            |
| Bispos diocesanos  |                                          |           |                                  |
| 8º                 | Dom Flávio Giovenale, S.D.B.             | 2012—2018 | Nomeado Bispo de Cruzeiro do Sul |
| 7º                 | Dom Esmeraldo Barreto de Farias, I.P.    | 2007—2011 | Nomeado Arcebispo de Porto Velho |
| 6º                 | Dom Frei Lino Vombömmel, O.F.M.          | 1985—2007 | Renunciou por razões de saúde    |
| 5º                 | Dom Frei Tiago Miguel Ryan, O.F.M.       | 1958—1985 |                                  |
| 4º                 | Dom Frei João Floriano Loewenau, O.F.M.  | 1950—1957 | Nomeado Prelado de Óbidos        |
| 3º                 | Dom Frei Anselmo Pietrulla, O.F.M.       | 1947—1949 | Nomeado Bispo de Campina Grande  |
| 2º                 | Dom Frei Amando Bahlmann, O.F.M.         | 1908—1939 |                                  |
| 1º                 | Dom Frederico Benício de Sousa Costa     | 1903—1907 | Nomeado Bispo de Amazonas        |
| Bispos coadjutores |                                          |           |                                  |
|                    | Dom Frei Lino Vombömmel, O.F.M.          | 1983—1985 |                                  |
|                    | Dom Frei Eduardo José Herberhold, O.F.M. | 1928—1931 | Nomeado Bispo de Ilhéus          |
| Bispos auxiliares  |                                          |           |                                  |
|                    | Dom Severino Batista de França           | 2004—2007 | Nomeado bispo de Nazaré          |
|                    | Dom Frei Lino Vombömmel, O.F.M.          | 1981—1983 |                                  |